# Pachydema conica
Pachydema conica är en skalbaggsart som beskrevs av Edmund Reitter 1902. Pachydema conica ingår i släktet Pachydema och familjen Melolonthidae. Inga underarter finns listade i Catalogue of Life.